# Sturmgeschütz-Brigade 239
De Sturmgeschütz-Abteilung 239 / Sturmgeschütz-Brigade 239 / Heeres-Sturmartillerie-Brigade 239 was tijdens de Tweede Wereldoorlog een Duitse Sturmgeschütz-eenheid van de Wehrmacht ter grootte van een afdeling, uitgerust met gemechaniseerd geschut. Deze eenheid was een zogenaamde Heerestruppe, d.w.z. niet direct toegewezen aan een divisie, maar ressorterend onder een hoger commando, zoals een legerkorps of leger.
Deze Sturmgeschütz-eenheid kwam in actie aan het oostfront gedurende zijn hele bestaan. De eenheid werd vernietigd in Moldavië in augustus 1944, maar weer heropgericht en eindigde de oorlog in centraal-Europa.

## Krijgsgeschiedenis

### Sturmgeschütz-Abteilung 239
Sturmgeschütz-Abteilung 239 werd opgericht in Baruth op 1 juli 1943. Al in augustus werd de Abteilung naar het oostfront verplaatst en uitgeladen in Poltava op de oostelijke Dnjepr-oever. In september 1943 volgde de eerste inzet bij Ochtyrka in samenhang met de 10e Pantsergrenadierdivisie. Daarna volgde de terugtocht naar de Dnjepr en verdediging van deze rivier onder 24e Pantserkorps. In dit gebied bleef de Abteilung de gehele winter. De Abteilung nam deel aan de ontzettingspoging van de Tsjerkasy-pocket.
Op 14 februari 1944 werd de Abteilung omgedoopt in Sturmgeschütz-Brigade 239.

### Sturmgeschütz-Brigade 239
De omdoping in Sturmgeschütz-Brigade betekende echter geen organisatorische verandering, de samenstelling bleef gelijk. Maar de brigade was wel zwaar verzwakt en werd daarom verplaatst naar Oefenterrein Deba-Süd (Demba) in het Generaal-gouvernement. Hier verkreeg de brigade een 4e Batterij (Grenadier-Begleit- Batterie) en een 5e Batterij (Panzer-Begleit-Batterie met 14x Panzer II).
Op 10 juni 1944 werd de brigade omgedoopt in Heeres-Sturmartillerie-Brigade 239.

### Heeres-Sturmartillerie-Brigade 239
De brigade werd naar Moldavië teruggestuurd en werd hier onder bevel van het 30e Legerkorps gesteld en werd hier op 20 augustus 1944 meegesleurd in het Sovjet Iași-Chisinau offensief en daarin tegen 28 augustus 1944 grotendeels vernietigd bij Tomai. Alleen de 3e Batterij kon redelijk intact ontkomen.
Begin september werd de brigade heropgericht uit de 3e Batterij en overlevenden van andere Sturmgeschütz-Brigades. Daarna bleef de brigade in actie in Hongarije in oktober 1944 en was in actie met het 8e Leger in Slovakije eind december 1944, tijdens Operatie Südwind in februari 1945 en tussen 25 maart en 1 april 1945 weer in Slovakije.

### Einde
De Heeres-Sturmartillerie-Brigade 239 capituleerde in mei 1945.

## Samenstelling
- Staf
- 1e Batterij
- 2e Batterij
- 3e Batterij
- Begleit-Grenadier-Batterie, ofwel een compagnie begeleidingssoldaten, vanaf juni 1944
- Panzer-Begleit-Batterie met 14x Panzer II, vanaf juni 1944 t/m augustus 1944

## Commandanten
| Rang      | Naam               | Begin       | Eind |
| --------- | ------------------ | ----------- | ---- |
| Hauptmann | Reppenhagen        | 1 juli 1943 |      |
| Hauptmann | Günther Bundesmann | maart 1944  |      |